# Саяночка
Саяночка (лат. Sajanella) — монотипный род двудольных растений семейства Зонтичные (Apiaceae), включающий вид Саяночка странная (лат. Sajanella monstrosa (Willd.) Soják). Выделен чешским ботаником Иржи Сояком в 1980 году.
Синонимичное название — Sajania M.Pimen. (лат.).
Единственный вид признаётся не всеми исследователями и, предположительно, Sajanella monstrosa может быть синонимом Schultzia compacta Ledeb..

## Распространение, описание
Единственный вид является эндемиком России, распространённым в Сибири.
Листорасположение очерёдное. Соцветие — зонтик. Цветки пятилепестковые, с актиноморфным околоцветником. Плод — семянка (вислоплодник).